# Medrões
Medrões is een plaats (freguesia) in de Portugese gemeente Santa Marta de Penaguião en telt 645 inwoners (2001).